# Joseph Nimmo
Joseph Nimmo est un fonctionnaire et botaniste anglais probablement né en Inde, mort le 7 août 1854. Il participa à l'étude des plantes de Bombay, fut publié de manière posthume par John Graham et correspondit avec Joseph Dalton Hooker.

## Publications
- (en) John Graham, A catalog of the plants growing in Bombay and its vicinity, spontaneous, cultivated or introduced as far as they have been ascertained, 1839

## Sources
1. ↑  (en) Ray Desmond, Dictionary of British and Irish botanists and horticulturists: including plant collectors, flower painters, and garden designers, CRC Press, 1994, 825 p. (ISBN 9780850668438), p. 519
2. ↑  (en) « Botany of the Bombay presidency », Journal of the Bombay Branch of the Royal Asiatic Society, Volume 1, Asiatic Society of Bombay,‎ 1844, p. 320 (lire en ligne)
3. ↑  (en) Royal Botanic Garden, Notes from the Royal Botanic Garden, Edinburgh, Volume 40, Édimbourg, H.M.S.O., 1982, p. 322